# Wanayasa (Wanayasa)
Wanayasa is een bestuurslaag in het regentschap Banjarnegara van de provincie Midden-Java, Indonesië. Wanayasa telt 4464 inwoners (volkstelling 2010).